# Genyophryne thomsoni
Genyophryne thomsoni е вид земноводно от семейство Microhylidae, единствен представител на род Genyophryne.

## Разпространение
Видът е разпространен в Папуа Нова Гвинея.